# Iota Ceti
Iota Ceti (ι Ceti) ist ein Stern im Sternbild Walfisch (Cetus). Er wird auch als Deneb Kaitos Schemali (arabisch ذنب القيطس الشمالي, „nördlicher Schwanz des Wales“) bezeichnet. Iota Ceti gehört der Spektralklasse K1.5III an. Er besitzt eine scheinbare Helligkeit von +3,56 mag und ist ca. 290 Lichtjahre entfernt. 
Koordinaten (Äquinoktium 2000.0)
- Rektaszension: 0h19m25.70s
- Deklination: −08°49'26.0"